# 사이공항

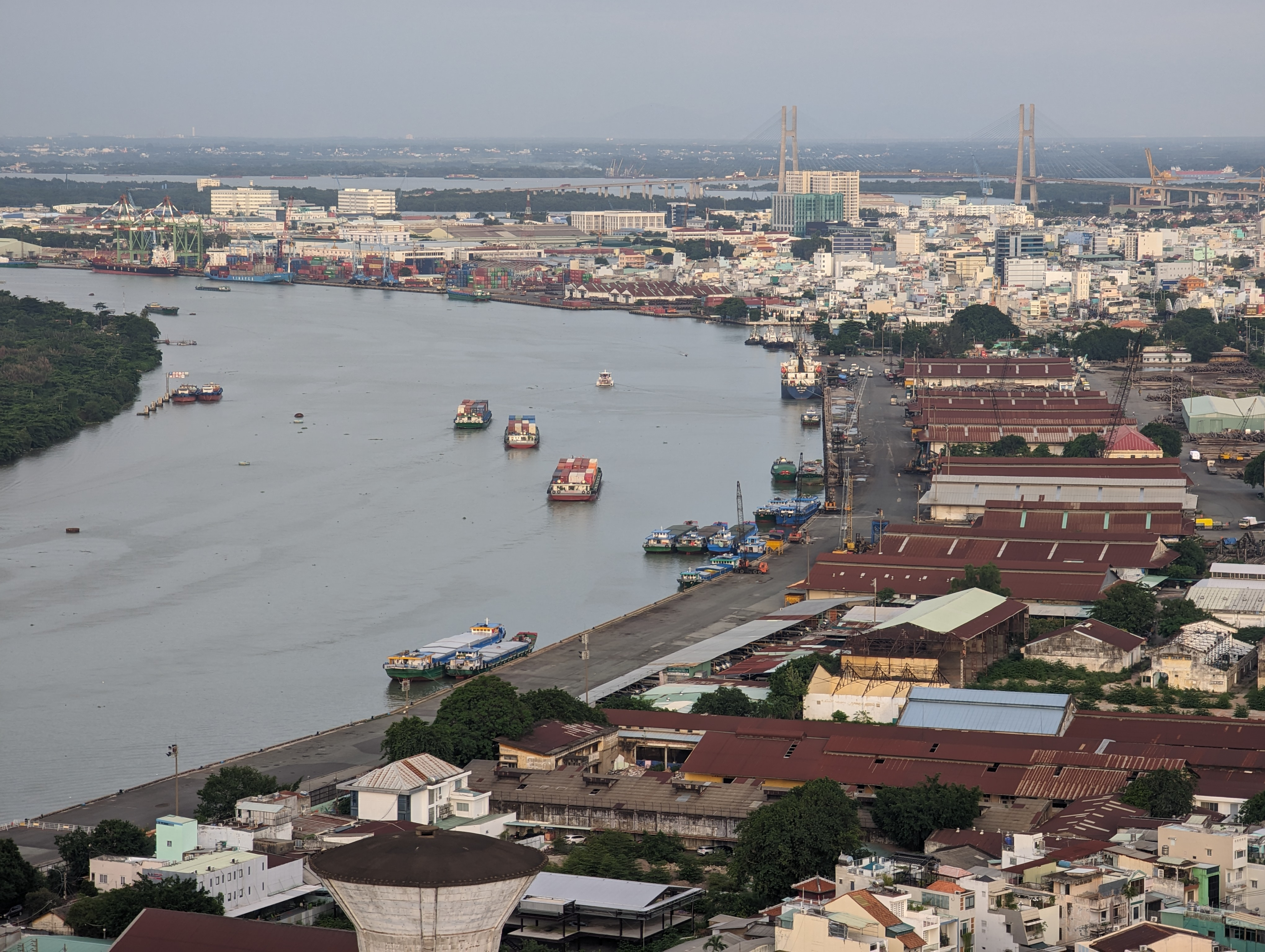
사이공항

사이공항(Cảng Sài Gòn, Saigon Port)은 베트남 호찌민시에 있는 항구이다. 이 항구의 이름은 시의 예전 이름에서 따왔다.

## 역사
사이공항은 프랑스령 인도차이나 시대 때부터 중요한 수출입 기지로 건설되어 시의 발전과 개발에 중요한 역할을 담당해 왔다. 오늘날 이 항구의 수로는 베트남 남부의 수출입 허브 항구이며, 국가의 경제 허브이기도 하다. 이곳에서 베트남 경제의 ⁠2/3⁠이 거래되는 물류의 중심지이다. 2006년을 기준으로 이 사이공 항구는 3500백만톤의 화물을 취급했고 150만 개의 컨테이너의 유동이 있었다.

## 이전
도시 계획의 필요성으로 인해 사이공항의 네트워크는 호찌민시 외곽으로 이전되었다. 히엡프억 신 도시와 항구 지역, 깟라이 신항구 그리고 특히 티바이항과 붕따우에서 30 km 북서쪽, 호찌민에서 남동쪽으로 60 km 떨어진 곳에 있는 바리어-붕따우 성의 까이멥항 등으로 이전되었다. 티바이항은 5만톤 이상의 선적으로 처리할 수 있으며 이 지역의 선도적인 심해항이 될 예정이다.

## 같이 보기
- 사이공강